# FIFA Confederations Cup 2009
De FIFA Confederations Cup 2009 werd gehouden in Zuid-Afrika van 14 juni tot 28 juni 2009 als voorbereiding op het Wereldkampioenschap voetbal 2010. Zoals gebruikelijk zijn de deelnemers het gastland, de wereldkampioen en de kampioenen van elk van de zes regionale voetbalbonden. De regionale kampioenen zijn verplicht aan het toernooi mee te doen, behalve die uit Europa en Zuid-Amerika.

## Speelsteden
Vier steden dienen als speelsteden tijdens de FIFA Confederations Cup 2009.
| Johannesburg       | Pretoria           | Bloemfontein       | Rustenburg             |
| ------------------ | ------------------ | ------------------ | ---------------------- |
| Ellispark          | Loftus Versfeld    | Vrystaat Stadion   | Royal Bafokeng Stadion |
| Capaciteit: 62.567 | Capaciteit: 50.000 | Capaciteit: 48.000 | Capaciteit: 42.000     |
|                    |                    |                    |                        |

Eerst zou ook het Nelson Mandelabaai Stadion dienen als locatie. Op 8 juli 2008 trok de stad Port Elizabeth zich terug, omdat het stadion niet op tijd klaar kon zijn voor het toernooi.

## Gekwalificeerde teams

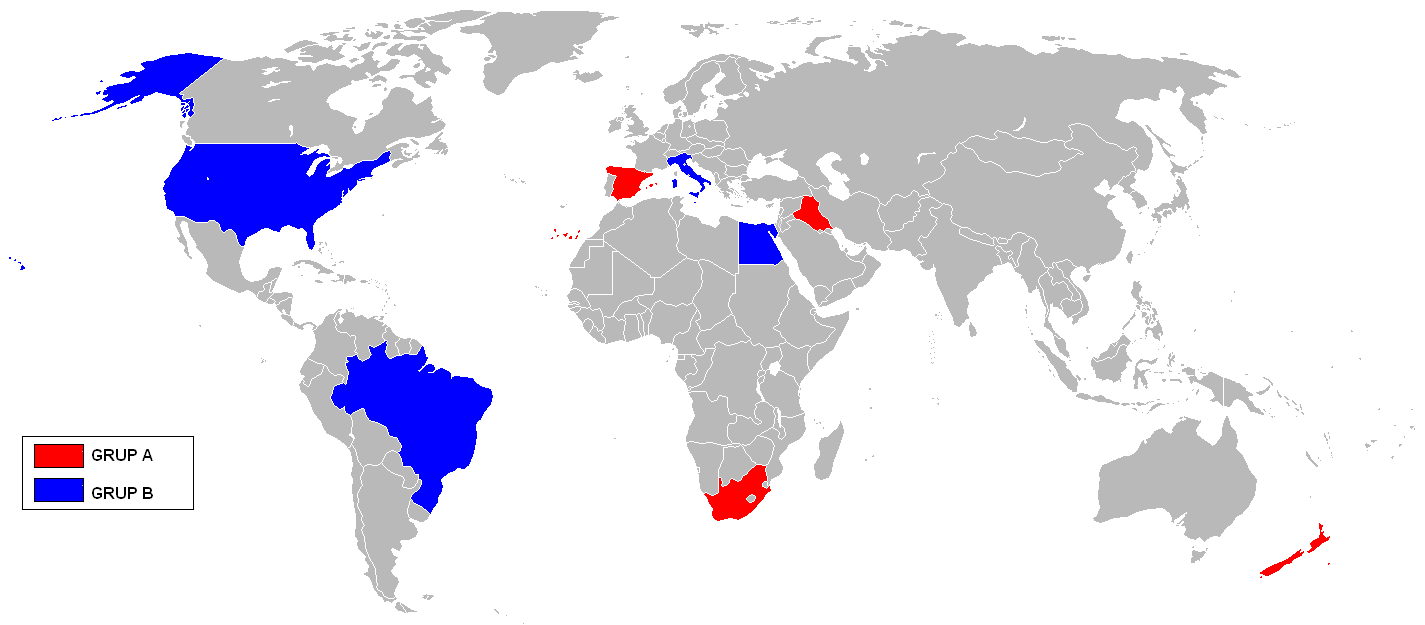
Deelnemende landen

| Land             | Kwalificatie                        | Deelname | Wereldranglijst |
| ---------------- | ----------------------------------- | -------- | --------------- |
| Zuid-Afrika      | Gastland                            | 2        | 72              |
| Italië           | Winnaar Wereldkampioenschap 2006    | 1        | 4               |
| Verenigde Staten | Winnaar CONCACAF Gold Cup 2007      | 4        | 14              |
| Brazilië         | Winnaar Copa América 2007           | 6        | 5               |
| Irak             | Winnaar Azië Cup 2007               | 1        | 77              |
| Egypte           | Winnaar Afrika Cup 2008             | 2        | 40              |
| Spanje           | Winnaar Europees kampioenschap 2008 | 1        | 1               |
| Nieuw-Zeeland    | Winnaar Oceanië Cup 2008            | 3        | 82              |

## Scheidsrechters
| Scheidsrechters  | Assistenten                         |
| ---------------- | ----------------------------------- |
| Matthew Breeze   | Matthew Cream Ben Wilson            |
| Coffi Codjia     | Komi Konyoh Alexis Fassinou         |
| Benito Archundia | Marvin Torrentera Héctor Vergara    |
| Pablo Pozo       | Patricio Basualto Francisco Mondria |
| Jorge Larrionda  | Pablo Fandiño Mauricio Espinosa     |
| Michael Hester   | Jan Hendrik-Hintz Mark Rule         |
| Howard Webb      | Peter Kirkup Mike Mullarkey         |
| Martin Hansson   | Henrik Andrén Fredrik Nilsson       |
| Pedro Proença    | Bertino Miranda Tiago Trigo         |
| Massimo Busacca  | Matthias Arnet Francisco Buragina   |

## Groepsfase
De loting voor de groepsfase vond plaats op 22 november 2008 in het Sandton Convention Centre in Johannesburg. Landen uit hetzelfde continent konden niet in dezelfde groep worden geplaatst, waardoor Spanje en Italië en Zuid-Afrika en Egypte in verschillende groepen moesten worden geplaatst.

### Groep A
| Team          | Wed | W | G | V | DV | DT | DS | Pnt |
| ------------- | --- | - | - | - | -- | -- | -- | --- |
| Spanje        | 3   | 3 | 0 | 0 | 8  | 0  | +8 | 9   |
| Zuid-Afrika   | 3   | 1 | 1 | 1 | 2  | 2  | 0  | 4   |
| Irak          | 3   | 0 | 2 | 1 | 0  | 1  | –1 | 2   |
| Nieuw-Zeeland | 3   | 0 | 1 | 2 | 0  | 7  | –7 | 1   |

|                                                  |                  |       |      |                                                                              |
| 14 juni 2009 «onderlinge duels» 16:00 uur (ZAST) | Zuid-Afrika      | 0 – 0 | Irak | Ellispark, Johannesburg Toeschouwers: 48.837 Scheidsrechter: Jorge Larrionda |
| 14 juni 2009 «onderlinge duels» 16:00 uur (ZAST) | Wedstrijdverslag |       |      | Ellispark, Johannesburg Toeschouwers: 48.837 Scheidsrechter: Jorge Larrionda |

|                                                  |               |                  |                                            |                                                                                     |
| 14 juni 2009 «onderlinge duels» 20:30 uur (ZAST) | Nieuw-Zeeland | 0 – 5            | Spanje                                     | Royal Bafokengstadion, Rustenburg Toeschouwers: 21.649 Scheidsrechter: Coffi Codjia |
| 14 juni 2009 «onderlinge duels» 20:30 uur (ZAST) |               | Wedstrijdverslag | 6', 14', 17' Torres 24' Fàbregas 48' Villa | Royal Bafokengstadion, Rustenburg Toeschouwers: 21.649 Scheidsrechter: Coffi Codjia |

|                                                  |           |                  |      |                                                                                             |
| 17 juni 2009 «onderlinge duels» 16:00 uur (ZAST) | Spanje    | 1 – 0            | Irak | Vrystaat-stadion, Mangaung/Bloemfontein Toeschouwers: 30.512 Scheidsrechter: Matthew Breeze |
| 17 juni 2009 «onderlinge duels» 16:00 uur (ZAST) | Villa 54' | Wedstrijdverslag |      | Vrystaat-stadion, Mangaung/Bloemfontein Toeschouwers: 30.512 Scheidsrechter: Matthew Breeze |

|                                                  |                 |                  |               |                                                                                         |
| 17 juni 2009 «onderlinge duels» 20:30 uur (ZAST) | Zuid-Afrika     | 2 – 0            | Nieuw-Zeeland | Royal Bafokengstadion, Rustenburg Toeschouwers: 36.598 Scheidsrechter: Benito Archundia |
| 17 juni 2009 «onderlinge duels» 20:30 uur (ZAST) | Parker 21', 52' | Wedstrijdverslag |               | Royal Bafokengstadion, Rustenburg Toeschouwers: 36.598 Scheidsrechter: Benito Archundia |

|                                                  |                  |       |               |                                                                          |
| 20 juni 2009 «onderlinge duels» 20:30 uur (ZAST) | Irak             | 0 – 0 | Nieuw-Zeeland | Ellispark, Johannesburg Toeschouwers: 23.295 Scheidsrechter: Howard Webb |
| 20 juni 2009 «onderlinge duels» 20:30 uur (ZAST) | Wedstrijdverslag |       |               | Ellispark, Johannesburg Toeschouwers: 23.295 Scheidsrechter: Howard Webb |

|                                                  |                        |                  |             |                                                                                         |
| 20 juni 2009 «onderlinge duels» 20:30 uur (ZAST) | Spanje                 | 2 – 0            | Zuid-Afrika | Vrystaat-stadion, Mangaung/Bloemfontein Toeschouwers: 38.212 Scheidsrechter: Pablo Pozo |
| 20 juni 2009 «onderlinge duels» 20:30 uur (ZAST) | Villa 52' Llorente 72' | Wedstrijdverslag |             | Vrystaat-stadion, Mangaung/Bloemfontein Toeschouwers: 38.212 Scheidsrechter: Pablo Pozo |

### Groep B
| Team             | Wed | W | G | V | DV | DT | DS | Pnt |
| ---------------- | --- | - | - | - | -- | -- | -- | --- |
| Brazilië         | 3   | 3 | 0 | 0 | 10 | 3  | +7 | 9   |
| Verenigde Staten | 3   | 1 | 0 | 2 | 4  | 6  | –2 | 3   |
| Italië           | 3   | 1 | 0 | 2 | 3  | 5  | –2 | 3   |
| Egypte           | 3   | 1 | 0 | 2 | 4  | 7  | –3 | 3   |

|                                                  |                                               |                  |                          |                                                                                          |
| 15 juni 2009 «onderlinge duels» 16:00 uur (ZAST) | Brazilië                                      | 4 – 3            | Egypte                   | Vrystaat-stadion, Mangaung/Bloemfontein Toeschouwers: 27.851 Scheidsrechter: Howard Webb |
| 15 juni 2009 «onderlinge duels» 16:00 uur (ZAST) | Kaká 5', 90' (pen.) Luís Fabiano 11' Juan 37' | Wedstrijdverslag | 9', 55' Zidan 54' Shawky | Vrystaat-stadion, Mangaung/Bloemfontein Toeschouwers: 27.851 Scheidsrechter: Howard Webb |

|                                                  |                    |                  |                              |                                                                                   |
| 15 juni 2009 «onderlinge duels» 20:30 uur (ZAST) | Verenigde Staten   | 1 – 3            | Italië                       | Loftus Versfeld, Tshwane/Pretoria Toeschouwers: 34.341 Scheidsrechter: Pablo Pozo |
| 15 juni 2009 «onderlinge duels» 20:30 uur (ZAST) | Donovan 41' (pen.) | Wedstrijdverslag | 58', 90+4'Rossi 72' De Rossi | Loftus Versfeld, Tshwane/Pretoria Toeschouwers: 34.341 Scheidsrechter: Pablo Pozo |

|                                                  |                  |                  |                                      |                                                                                        |
| 18 juni 2009 «onderlinge duels» 16:00 uur (ZAST) | Verenigde Staten | 0 – 3            | Brazilië                             | Loftus Versfeld, Tshwane/Pretoria Toeschouwers: 39.617 Scheidsrechter: Massimo Busacca |
| 18 juni 2009 «onderlinge duels» 16:00 uur (ZAST) |                  | Wedstrijdverslag | 7'Felipe Melo 20' Robinho 62' Maicon | Loftus Versfeld, Tshwane/Pretoria Toeschouwers: 39.617 Scheidsrechter: Massimo Busacca |

|                                                  |             |                  |        |                                                                             |
| 18 juni 2009 «onderlinge duels» 20:30 uur (ZAST) | Egypte      | 1 – 0            | Italië | Ellispark, Johannesburg Toeschouwers: 52.150 Scheidsrechter: Martin Hansson |
| 18 juni 2009 «onderlinge duels» 20:30 uur (ZAST) | Soliman 40' | Wedstrijdverslag |        | Ellispark, Johannesburg Toeschouwers: 52.150 Scheidsrechter: Martin Hansson |

|                                                  |        |                  |                                          |                                                                                         |
| 21 juni 2009 «onderlinge duels» 20:30 uur (ZAST) | Italië | 0 – 3            | Brazilië                                 | Loftus Versfeld, Tshwane/Pretoria Toeschouwers: 41.195 Scheidsrechter: Benito Archundia |
| 21 juni 2009 «onderlinge duels» 20:30 uur (ZAST) |        | Wedstrijdverslag | 37', 43' Luís Fabiano 45' (e.d.) Dossena | Loftus Versfeld, Tshwane/Pretoria Toeschouwers: 41.195 Scheidsrechter: Benito Archundia |

|                                                  |        |                  |                                    |                                                                                       |
| 21 juni 2009 «onderlinge duels» 20:30 uur (ZAST) | Egypte | 0 – 3            | Verenigde Staten                   | Royal Bafokengstadion, Rustenburg Toeschouwers: 23.140 Scheidsrechter: Michael Hester |
| 21 juni 2009 «onderlinge duels» 20:30 uur (ZAST) |        | Wedstrijdverslag | 21' Davies 63' Bradley 71' Dempsey | Royal Bafokengstadion, Rustenburg Toeschouwers: 23.140 Scheidsrechter: Michael Hester |

## Knock-outfase

### Wedstrijdschema
|  | halve finale           | halve finale           |   |                      | finale                 | finale |
|  |                        |                        |   |                      |                        |        |
|  | 24 juni – Bloemfontein |                        |   |                      |                        |        |
|  | Spanje                 | 0                      |   |                      |                        |        |
|  | Verenigde Staten       | 2                      |   |                      |                        |        |
|  |                        |                        |   |                      |                        |        |
|  |                        |                        |   |                      | 28 juni – Johannesburg |        |
|  |                        |                        |   |                      | Verenigde Staten       | 2      |
|  |                        | Brazilië               | 3 |                      |                        |        |
|  |                        |                        |   |                      |                        |        |
|  |                        |                        |   |                      | derde plaats           |        |
|  | 25 juni – Johannesburg | 25 juni – Johannesburg |   | 28 juni – Rustenburg | 28 juni – Rustenburg   |        |
|  | Brazilië               | 1                      |   | Spanje               | 3                      |        |
|  | Zuid-Afrika            | 0                      |   |                      | Zuid-Afrika            | 2      |

### Halve finale
|                                                  |        |                  |                          |                                                                                              |
| 24 juni 2009 «onderlinge duels» 20:30 uur (ZAST) | Spanje | 0 – 2            | Verenigde Staten         | Vrystaat-stadion, Mangaung/Bloemfontein Toeschouwers: 35.369 Scheidsrechter: Jorge Larrionda |
| 24 juni 2009 «onderlinge duels» 20:30 uur (ZAST) |        | Wedstrijdverslag | 27' Altidore 74' Dempsey | Vrystaat-stadion, Mangaung/Bloemfontein Toeschouwers: 35.369 Scheidsrechter: Jorge Larrionda |

|                                                  |                |                  |             |                                                                              |
| 25 juni 2009 «onderlinge duels» 20:30 uur (ZAST) | Brazilië       | 1 – 0            | Zuid-Afrika | Ellispark, Johannesburg Toeschouwers: 48.049 Scheidsrechter: Massimo Busacca |
| 25 juni 2009 «onderlinge duels» 20:30 uur (ZAST) | Dani Alves 88' | Wedstrijdverslag |             | Ellispark, Johannesburg Toeschouwers: 48.049 Scheidsrechter: Massimo Busacca |

### Troostfinale
|                                                  |                                 |                  |                   |                                                                                       |
| 28 juni 2009 «onderlinge duels» 15:00 uur (ZAST) | Spanje                          | 3 – 2 (n.v.)     | Zuid-Afrika       | Royal Bafokengstadion, Rustenburg Toeschouwers: 31.788 Scheidsrechter: Matthew Breeze |
| 28 juni 2009 «onderlinge duels» 15:00 uur (ZAST) | Guïza 88', 89' Xabi Alonso 107' | Wedstrijdverslag | 73', 90+3' Mphela | Royal Bafokengstadion, Rustenburg Toeschouwers: 31.788 Scheidsrechter: Matthew Breeze |

### Finale
|                                                  |                         |                  |                                |                                                                             |
| 28 juni 2009 «onderlinge duels» 20:30 uur (ZAST) | Verenigde Staten        | 2 – 3            | Brazilië                       | Ellispark, Johannesburg Toeschouwers: 52.291 Scheidsrechter: Martin Hansson |
| 28 juni 2009 «onderlinge duels» 20:30 uur (ZAST) | Dempsey 10' Donovan 27' | Wedstrijdverslag | 46' 74' Luís Fabiano 84' Lúcio | Ellispark, Johannesburg Toeschouwers: 52.291 Scheidsrechter: Martin Hansson |

| FIFA Confederations Cup 2009 |
| ---------------------------- |
| BRAZILIË 3de titel           |

## Statistieken

### Doelpunten
| Positie | Speler            | Land             | Aantal |
| ------- | ----------------- | ---------------- | ------ |
| 1       | Luís Fabiano      | Brazilië         | 5      |
| 2       | Fernando Torres   | Spanje           | 3      |
| 2       | David Villa       | Spanje           | 3      |
| 2       | Clint Dempsey     | Verenigde Staten | 3      |
| 5       | Kaká              | Brazilië         | 2      |
| 5       | Mohamed Zidan     | Egypte           | 2      |
| 5       | Giuseppe Rossi    | Italië           | 2      |
| 5       | Daniel Güiza      | Spanje           | 2      |
| 5       | Landon Donovan    | Verenigde Staten | 2      |
| 5       | Katlego Mphela    | Zuid-Afrika      | 2      |
| 5       | Bernard Parker    | Zuid-Afrika      | 2      |
| 12      | Daniel Alves      | Brazilië         | 1      |
| 12      | Lúcio             | Brazilië         | 1      |
| 12      | Juan              | Brazilië         | 1      |
| 12      | Maicon            | Brazilië         | 1      |
| 12      | Felipe Melo       | Brazilië         | 1      |
| 12      | Robinho           | Brazilië         | 1      |
| 12      | M. Homos          | Egypte           | 1      |
| 12      | Mohamed Shawky    | Egypte           | 1      |
| 12      | Daniele De Rossi  | Italië           | 1      |
| 12      | Xabi Alonso       | Spanje           | 1      |
| 12      | Cesc Fàbregas     | Spanje           | 1      |
| 12      | Fernando Llorente | Spanje           | 1      |
| 12      | Jozy Altidore     | Verenigde Staten | 1      |
| 12      | Michael Bradley   | Verenigde Staten | 1      |
| 12      | Charlie Davies    | Verenigde Staten | 1      |

### Eigen doelpunten
| Positie | Speler         | Land   | Aantal |
| ------- | -------------- | ------ | ------ |
| 1       | Andrea Dossena | Italië | 1      |

### Gele kaarten
| Positie | Speler              | Land             | Aantal |
| ------- | ------------------- | ---------------- | ------ |
| 1       | Gerard Piqué        | Spanje           | 3      |
| 2       | Felipe Melo         | Brazilië         | 2      |
| 2       | André Santos        | Brazilië         | 2      |
| 2       | Raúl Albiol         | Spanje           | 2      |
| 2       | Tsepo Masilela      | Zuid-Afrika      | 2      |
| 2       | Steven Pienaar      | Zuid-Afrika      | 2      |
| 2       | MacBeth Sibaya      | Zuid-Afrika      | 2      |
| 7       | Daniel Alves        | Brazilië         | 1      |
| 7       | Lúcio               | Brazilië         | 1      |
| 7       | Ahmed Eid           | Egypte           | 1      |
| 7       | Essam El-Hadary     | Egypte           | 1      |
| 7       | Ahmed Al-Muhamadi   | Egypte           | 1      |
| 7       | Wael Gomaa          | Egypte           | 1      |
| 7       | Sayed Moawad        | Egypte           | 1      |
| 7       | Bassim Abbas        | Irak             | 1      |
| 7       | Nashat Akram        | Irak             | 1      |
| 7       | Giorgio Chiellini   | Italië           | 1      |
| 7       | Andrea Dossena      | Italië           | 1      |
| 7       | Fabio Grosso        | Italië           | 1      |
| 7       | Nicola Legrottaglie | Italië           | 1      |
| 7       | Andrew Boyens       | Nieuw-Zeeland    | 1      |
| 7       | Jeremy Brockie      | Nieuw-Zeeland    | 1      |
| 7       | Tim Brown           | Nieuw-Zeeland    | 1      |
| 7       | Jeremy Christie     | Nieuw-Zeeland    | 1      |
| 7       | Shane Smeltz        | Nieuw-Zeeland    | 1      |
| 7       | Ivan Vicelich       | Nieuw-Zeeland    | 1      |
| 7       | Xabi Alonso         | Spanje           | 1      |
| 7       | Sergi Busquets      | Spanje           | 1      |
| 7       | Joan Capdevila      | Spanje           | 1      |
| 7       | Fernando Llorente   | Spanje           | 1      |
| 7       | Carlos Marchena     | Spanje           | 1      |
| 7       | Jozy Altidore       | Verenigde Staten | 1      |
| 7       | Michael Bradley     | Verenigde Staten | 1      |
| 7       | Carlos Bocanegra    | Verenigde Staten | 1      |
| 7       | Jonathan Bornstein  | Verenigde Staten | 1      |
| 7       | Landon Donovan      | Verenigde Staten | 1      |
| 7       | Oguchi Onyewu       | Verenigde Staten | 1      |
| 7       | Jonathan Spector    | Verenigde Staten | 1      |
| 7       | Kagisho Dikgacoi    | Zuid-Afrika      | 1      |
| 7       | Thembinkosi Fanteni | Zuid-Afrika      | 1      |
| 7       | Teko Modise         | Zuid-Afrika      | 1      |
| 7       | Katlego Mphela      | Zuid-Afrika      | 1      |

### Rode kaarten
| Positie | Speler            | Land             | Aantal |
| ------- | ----------------- | ---------------- | ------ |
| 1       | Ahmed Al-Muhamadi | Egypte           | 1      |
| 1       | Michael Bradley   | Verenigde Staten | 1      |
| 1       | Ricardo Clark     | Verenigde Staten | 1      |
| 1       | Sacha Kljestan    | Verenigde Staten | 1      |